# マリウス・プッツナウスキー
マリウス・プッツナウスキー（ポーランド語: Mariusz Zbigniew Pudzianowski、男性、1977年2月7日 - ）は、ポーランドの総合格闘家。ウッチ県ビャワ・ラフスカ出身。プジアン・チーム所属。ワールド・ストロンゲストマン・コンテストにて3連覇を含む5回優勝。

## 来歴
ビャワ・ラフスカ生まれ。父は重量挙げの選手だった。
幼いころからスポーツに興味を持ち、11歳のころに極真空手を学びだし、現在極真空手四級である。
13歳の時から筋力トレーニングをしている。15歳の時、ボクシングも始めたが7年で辞めた。
16歳のとき、ポーランド重量挙げ選手権に出場し、プロスポーツ界にデビューした

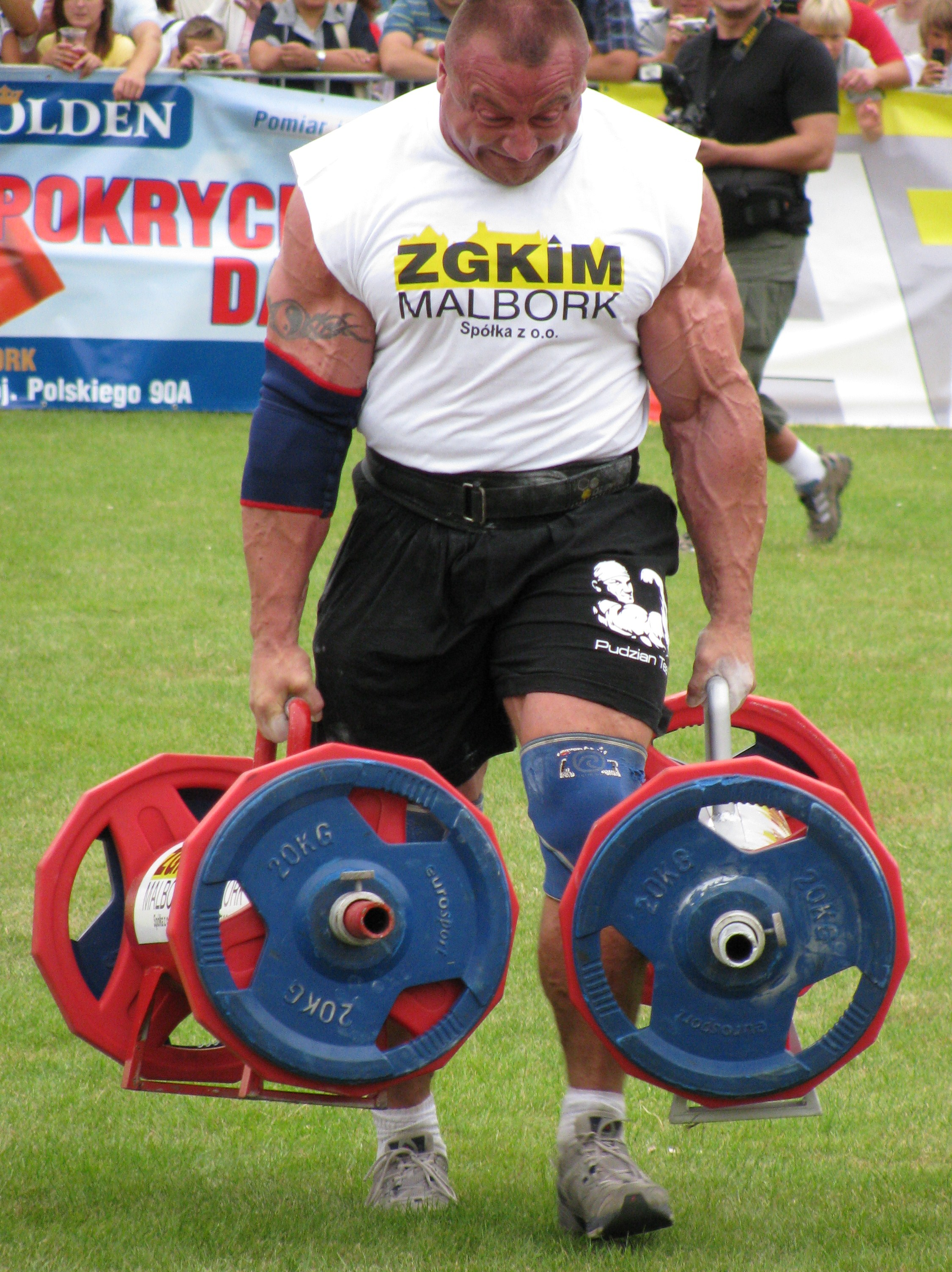
『世界最強の男』でのプッツナウスキー

その後、欧米で人気の力自慢イベント『世界最強の男』で5回優勝（史上最高記録）。

### 総合格闘技

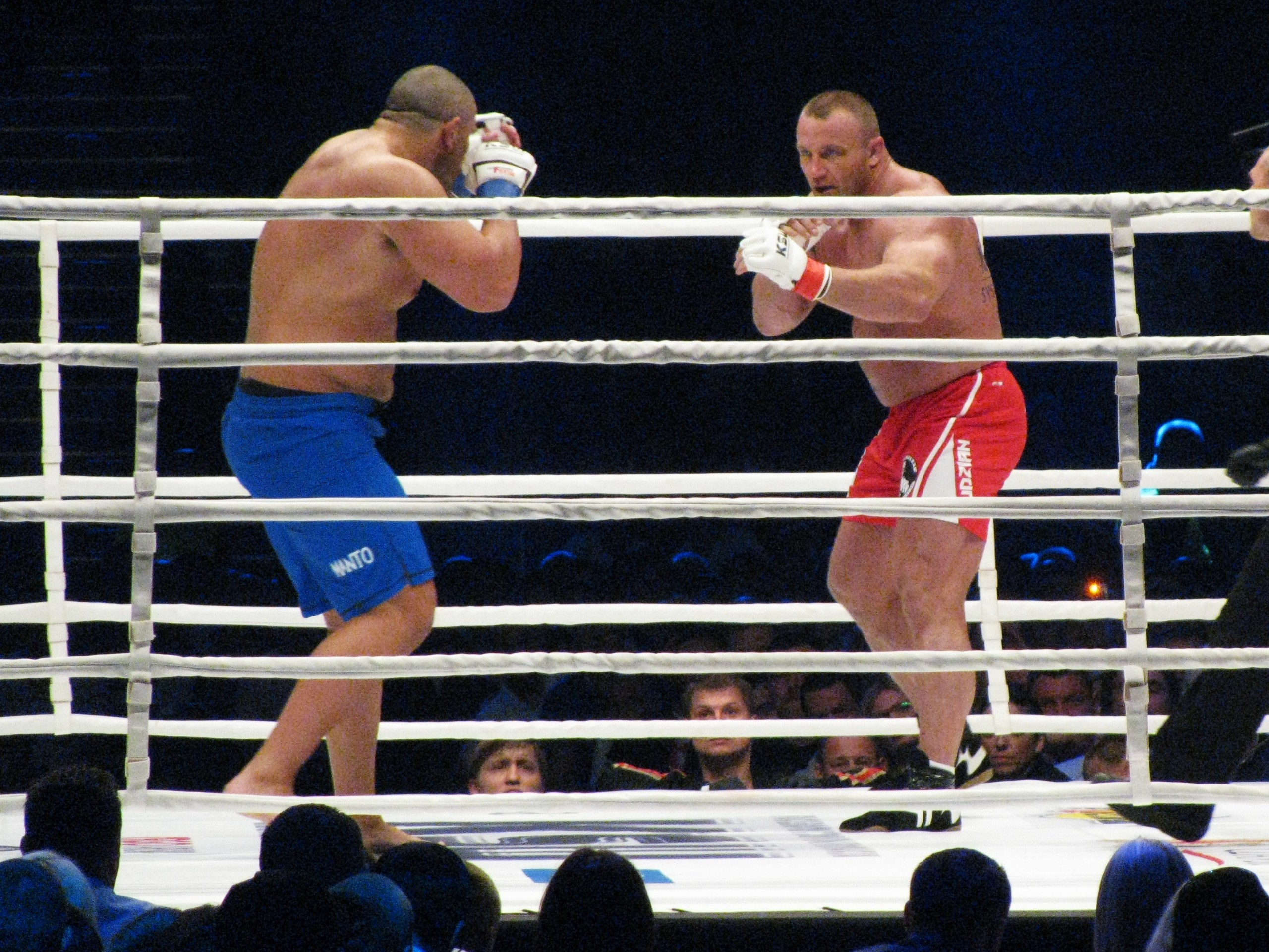
総合格闘技でのプッツナウスキー（2011年）

2009年12月11日、地元ポーランドのイベントであるKSW 12のメインイベントでプロ総合格闘技デビュー。マルチン・ナイマンと対戦し、試合開始43秒で勝利を収めた。
2010年5月7日、KSW 13で川口雄介と対戦し、3-0の判定勝ち。
2010年5月21日、アメリカの総合格闘技大会「Moosin（武神）」のメインイベントで元UFC世界ヘビー級王者のティム・シルビアとスーパーヘビー級契約で対戦。2Rにサイドポジションからのパウンドによるタップアウト負けを喫した。
2010年9月18日、KSW 14のメインイベントでバタービーンと対戦し、パウンドによるタップアウト勝ちを収めた。
2011年5月21日、KSW 16でジェームス・トンプソンと対戦し、肩固めで一本負けを喫した。
2011年11月26日、KSW 17でジェームス・トンプソンと再戦。試合後には2-0の判定勝ちと発表されたが、採点ミスがあり実際は1-1の判定ドローだったため、2日後にノーコンテストに変更となった。
2015年10月31日、KSW 32でピーター・グラハムと対戦し、2Rに右アッパーでダウンし追撃のパウンドによるTKO負けを喫した。
2019年11月9日、KSW 51でエルコ・ユンと対戦し、2RにパウンドによるTKO勝ちを収めた。

## 人物・エピソード
- 2000年から2001年までの19か月間、プッツナウスキーは暴行の罪でウォヴィチ[4][3]の刑務所に服役していた[4][3][8]。インタビューにて、彼は、18歳の少年を虐待している地元のマフィアのボスを止めたかったと話していた[3][8]。男性はのちにプッツナウスキーを、傷害と金の鎖の盗難で訴訟を起こした[8]。

## 戦績
| 総合格闘技 戦績 | 総合格闘技 戦績 | 総合格闘技 戦績 | 総合格闘技 戦績 | 総合格闘技 戦績 | 総合格闘技 戦績 | 総合格闘技 戦績 |
| --------------- | --------------- | --------------- | --------------- | --------------- | --------------- | --------------- |
| 25 試合         | (T)KO           | 一本            | 判定            | その他          | 引き分け        | 無効試合        |
| 17 勝           | 12              | 0               | 5               | 0               | 0               | 1               |
| 3 敗            | 3               | 4               | 0               | 0               | 0               | 1               |

| 勝敗 | 対戦相手                 | 試合結果                           | 大会名                          | 開催年月日     |
| ×    | ピーター・グラハム       | 2R 2:00 TKO（右アッパー→パウンド） | KSW 32: Road to Wembley         | 2015年10月31日 |
| ○    | ホーレス・グレイシー     | 1R 0:27 TKO（パンチ連打）          | KSW 31: Materla vs. Drwal       | 2015年5月23日  |
| ○    | パウエル・ナツラ         | 5分3R終了 判定3-0                  | KSW 29: Reload                  | 2014年12月6日  |
| ○    | オリィ・トンプソン       | 5分2R終了 判定3-0                  | KSW 27: Cage Time               | 2014年5月17日  |
| ○    | ショーン・マッコークル   | 5分2R終了 判定3-0                  | KSW 24: Clash of the Giants     | 2013年9月28日  |
| ×    | ショーン・マッコークル   | 1R 1:57 キムラロック               | KSW 23: Khalidov vs. Manhoef    | 2013年6月8日   |
| ○    | クリストス・ピリアファス | 1R 3:48 TKO（パウンド）            | KSW 20: Fighting Symphony       | 2012年9月15日  |
| ○    | ボブ・サップ             | 1R 0:39 TKO（パウンド）            | KSW 19: Pudzianowski vs. Sapp   | 2012年5月12日  |
| -    | ジェームス・トンプソン   | ノーコンテスト（採点ミス）         | KSW 17: Revenge                 | 2011年11月26日 |
| ×    | ジェームス・トンプソン   | 2R 1:06 肩固め                     | KSW 16: Konfrontacja            | 2011年5月21日  |
| ○    | バタービーン             | 1R 1:16 ギブアップ（パウンド）     | KSW 14: Judgment Day            | 2010年9月18日  |
| ×    | ティム・シルビア         | 2R 1:43 ギブアップ（パウンド）     | Moosin: God of Martial Arts     | 2010年5月21日  |
| ○    | 川口雄介                 | 5分2R終了 判定3-0                  | KSW 13: Kumite                  | 2010年5月7日   |
| ○    | マルチン・ナイマン       | 1R 0:43 ギブアップ（パウンド）     | KSW 12: Najman vs. Pudzianowski | 2009年12月11日 |